# تيري بيرس
تيري بيرس (بالإنجليزية: Terry Pierce)‏ هو لاعب كرة قدم أمريكية أمريكي، ولد في 21 يونيو 1981 في فورت وورث في الولايات المتحدة.

## وصلات خارجية
- تيري بيرس على موقع مرجع كرة القدم المحترفة.كوم (الإنجليزية)